# Tropidodynerus interruptus
Tropidodynerus interruptus — вид одиночных ос семейства Vespidae.

## Распространение
Палеарктика: Крым, Казахстан, Среднее Поволжье, Закавказье.

## Описание
Мелкие осы (около 1 см). Гнезда в почве. Взрослые самки охотятся на личинок насекомых для откладывания в них яиц и в которых в будущим появится личинка осы. Охотятся на личинок жуков.

## Классификация
- Tropidodynerus interruptus (Brulle, 1832) (=Hoplomerus mandibularis Morawitz, 1885; Odynerus bulgaricus Mocsary, 1883)[3][4]
  - Подвид Tropidodynerus interruptus hispanicus Giordani Soika, 1966
  - Подвид Tropidodynerus interruptus tricolor Blüthgen, 1956